# Leptogenys crassicornis
Leptogenys crassicornis är en myrart som beskrevs av Carlo Emery 1895. Leptogenys crassicornis ingår i släktet Leptogenys och familjen myror. Inga underarter finns listade i Catalogue of Life.